# Vilaró (Pardines)
Vilaró és una entitat de població al municipi de Pardines, a la comarca catalana del Ripollès. En el cens de 2007 tenia 10 habitants.